# Бюсси-Рабютен, Роже
Роже де Рабюте́н, граф де Бюсси́, более известный как Бюсси-Рабютен (фр. Roger de Rabutin, comte de Bussy; 1618—1693) — французский писатель, член Французской академии.
Кузен мадам де Севинье, был кавалерийским генерал-лейтенантом. Карьера его была уничтожена с появлением книги «Любовная история галлов» (фр. Histoire amoureuse des Gaules, 1665) — сатирической любовной хроники французского двора в период начала царствования короля Людовика XIV. Она ходила в рукописях и подпольных изданиях, одновременно принеся автору прозвище «французский Петроний», избрание во Французскую академию и заключение в Бастилию с последующей высылкой из Парижа.

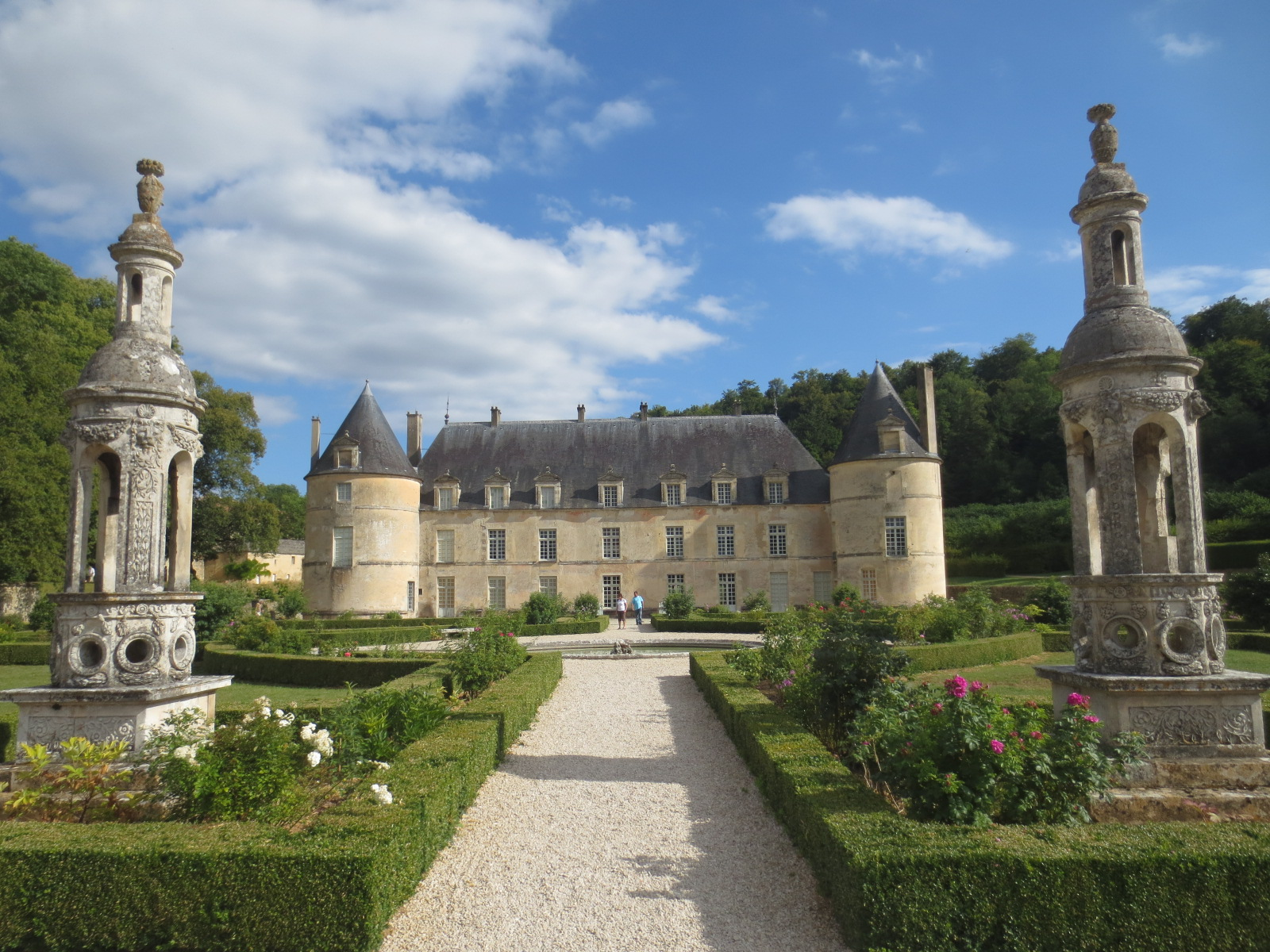
Шато де Бюсси-Рабютен

Через 16 лет ему дозволено было вернуться, но положение его в свете не могло быть восстановлено. Написал «Краткую историю Людовика Великого» (1679). В письмах («Correspondance», изд. Lalanne, Париж, 1838) много сведений о литературе; его «Воспоминания» (фр. Mémoires "" (изд. Lalanne, Париж, 1857) рисуют умственную жизнь его времени. В них он честно признаётся, что его труд «плохо обдуман, а его стиль мало изящен», и что он просит извинить по причине своей недостаточной образованности; чтобы вообще придать своим писаниям хоть какое-нибудь подобие литературы, он прибегал к помощи других более сведущих в этом дворян.